# 加茂川村
加茂川村（かもがわむら）は、熊本県の北部、菊池郡にあった村。

## 歴史
- 1889年4月1日 - 町村制施行。甲佐町村、新古閑村、清水村、菰入村、高島村、加恵村、砂田村が合併して菊池郡加茂川村が成立。
- 1954年11月1日 - 砦村、清泉村と合併して七城村となり消滅。

## 学校
- 加茂川村立加茂川小学校